# Dicranoloma angustifolium
Dicranoloma angustifolium är en bladmossart som beskrevs av William Walter Watts och Whitelegge 1906. Dicranoloma angustifolium ingår i släktet Dicranoloma och familjen Dicranaceae. Inga underarter finns listade i Catalogue of Life.